# Distretto di Kparblee
Il distretto di Kparblee è un distretto della Liberia facente parte della contea di Nimba.